# Vibrionales
Ordre
Les Vibrionales sont un ordre de bacilles Gram négatifs de la classe des Gammaproteobacteria. Son nom provient du genre Vibrio qui est le genre type de cet ordre ainsi qu'un pathogène humain notoire (Vibrio cholerae est comme son nom l'indique l'agent du choléra).
En 2022 selon la LPSN (8 novembre 2022) cet ordre ne comporte qu'une seule famille, les Vibrionaceae. La publication du nom « Vibrionales » n'est pas considérée comme valide par l'ICSP.